# Geoffrey Ribbans
Geoffrey Ribbans (1927-2022) fue un hispanista inglés, catedrático de la Universidad de Liverpool, especializado en la literatura española del siglo XIX.
Ha recibido la Orden de Isabel la Católica (1997), entre otros reconocimientos. Destaca por su trabajo como galdosista, tanto individual como junto a John E. Varey, y por sus estudios sobre la obra de Antonio Machado y Miguel de Unamuno. 

## Biografía
Tras su formación en el King's College de Londres ha trabajado en diversos centros docentes en Belfast, St. Andrews, Escocia, y Sheffield. En 1963 se hizo cargo del Departamento de Estudios Hispánicos de la Universidad de Liverpool. Ha formado parte de los consejos editoriales de instituciones como el Boletín de Estudios Hispánicos (que le rindió homenaje en 1992), Anales Galdosianos o el consejo de investigación de la Universidad Brown, creado por él durante su largo periodo como profesor de Estudios Hispánicos de la Brown University, Providence, Rhode Island, EE. UU.; donde se jubiló en 1999, pero permaneciendo activo.

## Selección de obras
- "Fortunata y Jacinta": una guía crítica (Londres: Grant & Cutler, 1977)
- Dos novelas de Galdós, Doña Perfecta y Fortunata y Jacinta: (guía de lectura), Madrid: Castalia, 1988)
- Historia y ficción en la narrativa de Galdós (Oxford: Oxford University Press, 1993)
- Antonio Machado: Soledades. Galerías. Otros poemas (edición crítica); Madrid: Cátedra, 1989)
- Antonio Machado: Campos de Castilla (1907-1917) (edición crítica); Madrid: Cátedra, 1989)

Asimismo ha estudiado la obra de autores tan dispares como el poeta romántico Gustavo Adolfo Bécquer y los viajeros ilustrados, o de obras claves de la dramaturgia del Siglo de oro español como Fuenteovejuna, de Lope de Vega. 